# 自衛官

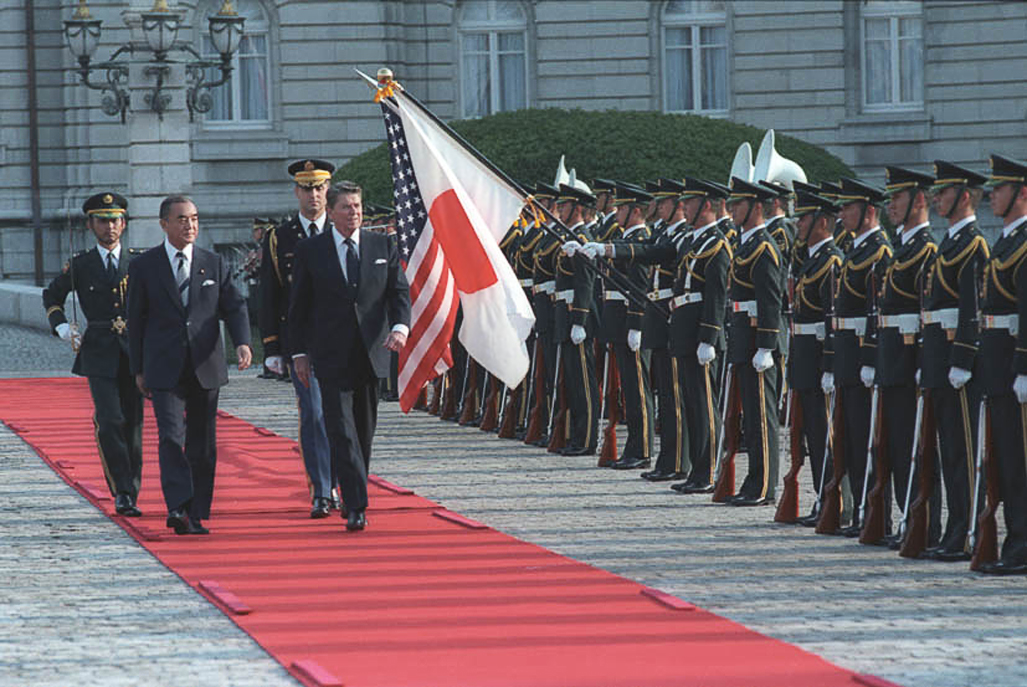
1986年、迎賓館赤坂離宮にて中曽根康弘首相と訪日中のロナルド・レーガン米国大統領に対して儀仗する陸上自衛隊保安中隊

自衛官（じえいかん、英: Self-Defense Forces Personnel）は、日本の防衛省の特別の機関である自衛隊の任務を行う自衛隊員かつ防衛省職員であり、常勤特別職国家公務員および非常勤特別職国家公務員である。
諸外国の軍隊における軍人（兵・下士官・士官）に相当する。自衛隊は志願制であるため全員が武官である。自衛隊法により「命を受けて、自衛隊の任務を行う」と規定されており、個別の機関である陸上自衛隊、海上自衛隊、航空自衛隊のいずれかに所属する。階級と制服が指定され、武装して戦闘に従事する要員となる。
最高指揮官は内閣総理大臣である。

## 概要

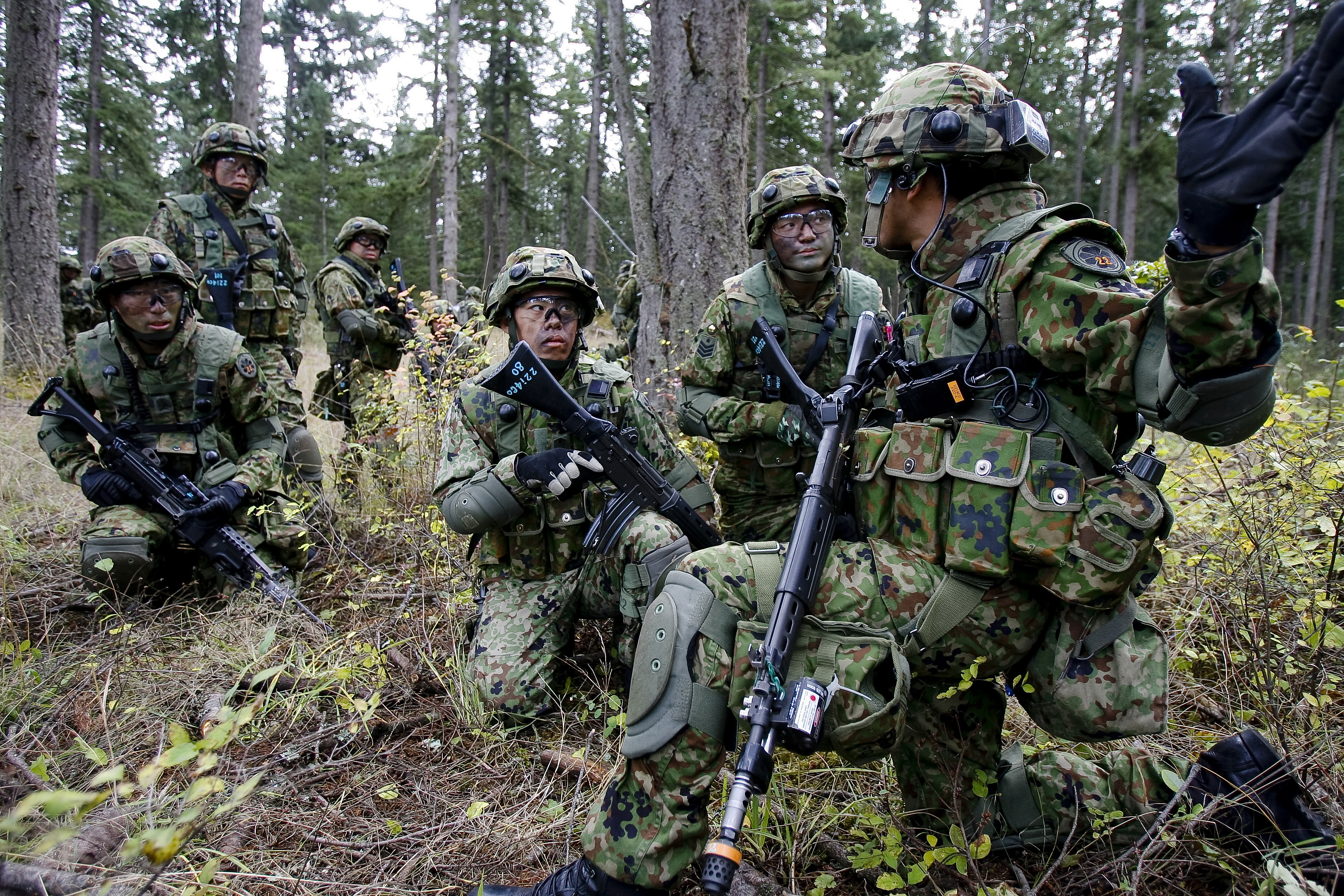
戦闘訓練を行う陸上自衛官

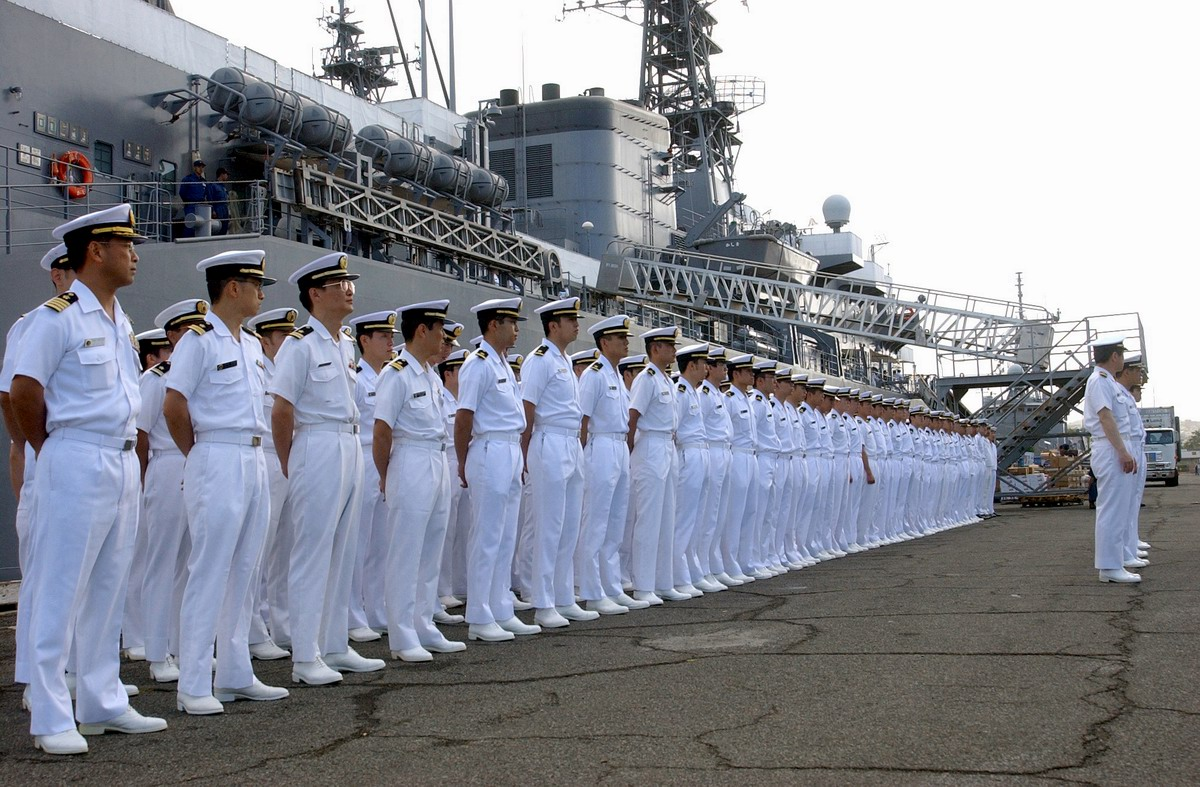
整列する海上自衛官

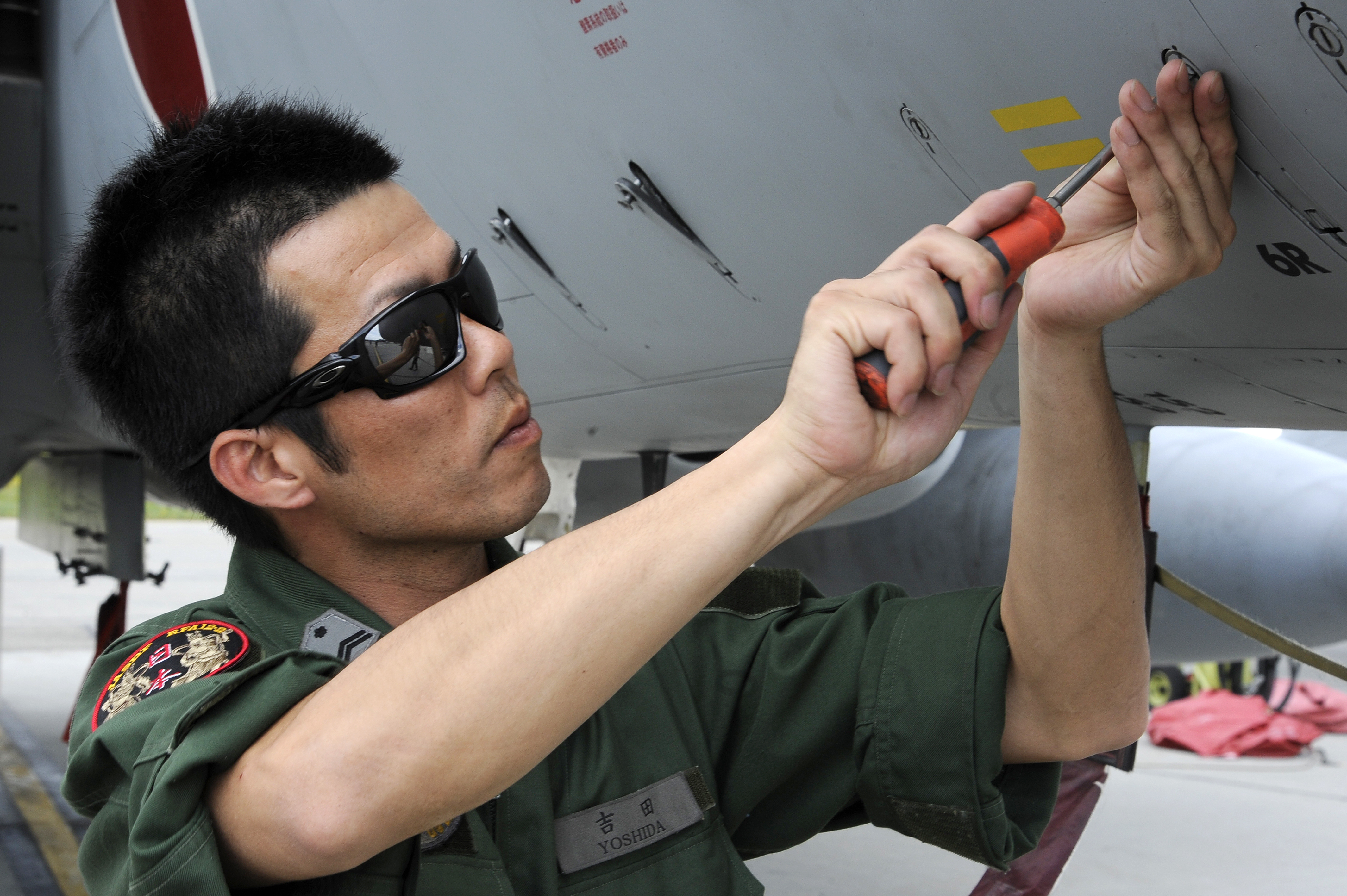
F-15Jの整備を行う航空自衛官
着用しているのはサングラスではなく作業用の保護眼鏡

陸上自衛隊の自衛官を「陸上自衛官」（りくじょうじえいかん）と、海上自衛隊の自衛官を「海上自衛官」（かいじょうじえいかん）と、航空自衛隊の自衛官を「航空自衛官」（こうくうじえいかん）と表記され、防衛省や各自衛隊内部でもそのように呼称されている。
陸海空の自衛官は個別の教育隊や幹部候補生学校などに入隊し、各自衛隊に任用された自衛官は任用期間や技術教育の違いなどもあり、通常入隊した各自衛隊の中で任期を終了するか定年（階級により異なる）まで、その自衛隊で過ごすことになる。
「自衛官」という言葉は、狭義には常勤の自衛官のみ指すが、広義では非常勤の自衛官（予備自衛官、即応予備自衛官、予備自衛官補）を含める場合がある。総計は約20万人超えで推移しており（うち女性は概ね約1万人超え）、国家公務員の四割以上を占めている。
自衛官は、自衛官を官名とし、階級の呼称の別に従い、陸海空または統合幕僚監部等に「定員上所属」するものとされている（事務次官通達）。
政府は、1990年（平成2年）10月18日衆議院本会議における外務大臣答弁において、「自衛隊は、憲法上必要最小限度を超える実力を保持し得ない等の厳しい制約を課せられております。通常の観念で考えられます軍隊ではありませんが、国際法上は軍隊として取り扱われておりまして、自衛官は軍隊の構成員に該当いたします。」としている（時の内閣は第2次海部内閣、大臣は中山太郎）。このため通常の政府見解によると、現に自衛官たる者は文民ではなく武官とされ、日本国憲法第66条第2項の文民統制の規定に従って、内閣総理大臣および防衛大臣を含む国務大臣となる資格がない。
元自衛官の永野茂門が法務大臣に就任したり、元自衛官の中谷元や森本敏が防衛閣僚（防衛庁長官・防衛大臣）に在任した例があるが、自衛官の地位を失った後で閣僚に就任したため、問題ないとされた。また、公職選挙法第89条により常勤の自衛官の身分のまま選挙に立候補することはできず、公職選挙法第90条により立候補した場合は自動失職となる。例として佐藤正久は退官後に参議院議員選挙に立候補し当選した。
なお、公職選挙法第89条と同法施行令第90条により、予備自衛官、即応予備自衛官、予備自衛官補は在職したまま選挙に立候補することは可能である。国会法などの法規定では国会議員は原則として公務員との兼任を禁止しており、同時に特別職以外のすべての公務員も職務専念義務が課されているため、予備自衛官などが国政選挙（衆議院議員総選挙・参議院議員通常選挙）に立候補をして当選したとしても、国会議員と予備自衛官などを兼任し続けると憲法第55条の資格訴訟の対象となり国会議員失職となる可能性もある。地方自治法などの規定には予備自衛官などが地方公職（地方首長や地方議会議員）と兼任を禁止する規定がないため、予備自衛官などが地方選挙に当選して予備自衛官などと地方公職（地方首長や地方議会議員）と兼任することは法律上は問題ない。ただし、予備自衛官、即応予備自衛官、予備自衛官補は自衛隊法第75条・第75条の8・第75条の13で訓練招集命令により招集されている期間は政治的活動をしてはならないと規定されており、訓練招集命令により招集されている期間は政治活動は制限される。
旧軍（大日本帝国陸軍・大日本帝国海軍）の現役軍人は選挙権と被選挙権を共に持たなかったが、自衛官は選挙権に関しては民間人等と同様で、住所（駐屯地の隊舎（寮）を含む）の属する一般の選挙区で投票することが可能である。
勤務中は規定された制服（≒軍服）を着用していることから、区別して俗に『制服組』（せいふくぐみ）と呼ばれる。対して文官である事務官は基本的に背広服・スーツ・ネクタイ姿で勤務するため、特にキャリア組（キャリアぐみ）が『背広組』（せびろぐみ）と呼ばれる。この用語は自衛隊関係者の間でも使われている他、海外の武官に対しても使われている。

## 自衛官の採用
人事院が試験機関となる一般職国家公務員の採用試験とは別に、防衛省が試験を実施し採用を行う。

### 自衛官採用試験
「自衛官」の採用試験には以下の種類がある。
- 自衛隊幹部候補生採用試験
- 医科・歯科幹部自衛官採用試験
- キャリア採用幹部（旧・公募幹部）採用試験
- 幹部候補曹採用試験[5]
- 技術曹採用試験
- 航空学生採用試験
- 一般曹候補生採用試験
- 自衛官候補生採用試験

### 学生採用試験
「自衛官」の前の「学生（生徒）」の採用試験には以下の種類がある。
- 防衛大学校学生[6]
- 防衛医科大学校医学科学生[7]
- 防衛医科大学校看護学科学生（自衛官候補看護学生）[8]
- 陸上自衛隊高等工科学校生徒[9]

### その他採用試験
その他の試験には以下の種類がある。
- 自衛隊奨学生（旧・貸費学生）採用試験
- 予備自衛官補採用試験

採用区分に応じた能力をみるために、作文、選択式一般教養や記述式の筆記試験、面接試験、身体検査があり、採用試験前後に本人の希望の職種選択の能力をみるために適性検査『身体検査及び経歴評定「既往歴」「手術歴」等』がある。採用試験の会場は駐屯地や基地の会議室などを利用し、各都道府県に最低1か所が確保されている。
なお、警察官・消防士・海上保安官など高等学校卒業程度の採用試験では体力試験はあるが、自衛官の高等学校卒業程度の採用試験は筆記試験や面接試験に加え、適性検査『身体検査及び経歴評定「既往歴」「手術歴」など』のみであり体力試験はなく、身体検査の合格基準も「適用する採用種目、自衛隊幹部候補生（飛行要員を除く）、医官、歯科医官、キャリア採用幹部、技術曹（航空交通管制技能証明保有者及び航空交通管制基礎試験合格者以外のもの)、一般曹候補生、自衛官候補生、防衛大学校学生、防衛医科大学校医学科学生、防衛医科大学校看護学科学生（自衛官コース）、陸上自衛隊高等工科学校生徒、自衛隊奨学生、予備自衛官補」（男子150cm以上のもの、女子140cm以上のもの、2028年度改定より男子生徒150cm〜女子生徒140cm以上のもの（注））となっており、警察官（おおむね男子160cm以上であること、おおむね女子154cm以上であること）、消防士（男子160cm以上、女子155cm以上）、海上保安官（男子157cm以上、女子150cm以上）、よりも男子女子生徒の基準が緩いため、平均的な身体で健康ならば合格とする基準となっている。また職種の多くは身長による制約が少ないため、男子女子生徒の身長おおむね2～3cmまたは0〜5cm程度の誤差は見逃されている（令和4年2022年4月1日新成人以降の18歳未満の未成年者に限る）。
幹部候補生（飛行要員）、航空学生、技術曹（航空交通管制技能証明保有者及び航空交通管制基礎試験合格者）の身体検査は航空身体検査に準拠しているため合格基準は厳密である（女性採用者も少なくない）。
自衛隊は志願制であるため希望者を試験で選抜するが、自衛隊体育学校ではスポーツの強豪選手に対しスカウトを行っている。他にも、自衛隊奨学生に採用された場合は無試験で入隊となる。「防衛省」や「防衛省職員」も参照。
自衛官は19歳以上で大型自動車（自衛官以外は21歳以上）を扱うことから、自衛隊の運転免許の適性検査では中型自動車免許以上の取得時と同様、視力の遠近感を見る。
2007年6月の道路交通法改正により中型自動車（自衛官以外は20歳以上）の運転免許区分ができたことに伴い、自衛隊内の指定自動車教習所で使用される大型教習車が中型自動車に該当することから、法改正後に免許取得した自衛官は自衛隊内で大型自動車免許を取得しても操縦できる大型自動車は自衛隊車両に限定（「大型車は自衛隊車両に限る」という条件の付された運転免許が発給される）され、都道府県公安委員会による運転免許の限定解除審査に合格しない限り民間の大型車を運転することはできない。

## 自衛官の階級
| 将 (幕僚長等) | 将  | 将補 | 1佐  | 2佐  | 3佐    |
| ------------- | --- | ---- | ---- | ---- | ------ |
|               |     |      |      |      |        |
| 1尉           | 2尉 | 3尉  | 准尉 | 曹長 | 1曹    |
|               |     |      |      |      |        |
| 2曹           | 3曹 | 士長 | 1士  | 2士  | 候補生 |
|               |     |      |      |      |        |

### 階級
陸上自衛隊、海上自衛隊、航空自衛隊の自衛官の階級は自衛隊法第32条により、それぞれ陸将、海将、空将を最高位とし、16階級が定められている。所属及び階級と制服に合わせ、それぞれ階級章も定められている。
昇任については、昇任に要するまでの在職期間の原則が定められており、2士では6か月であるが、1佐では6年となっている。これらの期間は、勤務評定や職務上の功労、殉職等の状況に応じ短縮されることがある。また、普通退職や定年退職で勤務成績が優良な場合や、公務負傷による退職等の場合も特別昇任が行なわれる。
| 区分 | 区分 | 陸上自衛官                                             | 海上自衛官                                             | 航空自衛官                                             | 略称                         | 定年   |
| ---- | ---- | ------------------------------------------------------ | ------------------------------------------------------ | ------------------------------------------------------ | ---------------------------- | ------ |
| 幹部 | 将官 | 統合幕僚長、 陸上幕僚長 および 統合作戦司令官 たる陸将 | 統合幕僚長、 海上幕僚長 および 統合作戦司令官 たる海将 | 統合幕僚長、 航空幕僚長 および 統合作戦司令官 たる空将 | 幕僚長・統合作戦司令官たる将 | 62歳   |
| 幹部 | 将官 | 陸将                                                   | 海将                                                   | 空将                                                   | 将                           | 60歳   |
| 幹部 | 将官 | 陸将補                                                 | 海将補                                                 | 空将補                                                 | 将補                         | 60歳   |
| 幹部 | 佐官 | 一等陸佐                                               | 一等海佐                                               | 一等空佐                                               | 1佐                          | 58歳   |
| 幹部 | 佐官 | 二等陸佐                                               | 二等海佐                                               | 二等空佐                                               | 2佐                          | 57歳   |
| 幹部 | 佐官 | 三等陸佐                                               | 三等海佐                                               | 三等空佐                                               | 3佐                          | 57歳   |
| 幹部 | 尉官 | 一等陸尉                                               | 一等海尉                                               | 一等空尉                                               | 1尉                          | 56歳   |
| 幹部 | 尉官 | 二等陸尉                                               | 二等海尉                                               | 二等空尉                                               | 2尉                          | 56歳   |
| 幹部 | 尉官 | 三等陸尉                                               | 三等海尉                                               | 三等空尉                                               | 3尉                          | 56歳   |
| 准尉 | 准尉 | 准陸尉                                                 | 准海尉                                                 | 准空尉                                                 | 准尉                         | 56歳   |
| 曹   | 曹   | 陸曹長                                                 | 海曹長                                                 | 空曹長                                                 | 曹長                         | 56歳   |
| 曹   | 曹   | 一等陸曹                                               | 一等海曹                                               | 一等空曹                                               | 1曹                          | 56歳   |
| 曹   | 曹   | 二等陸曹                                               | 二等海曹                                               | 二等空曹                                               | 2曹                          | 55歳   |
| 曹   | 曹   | 三等陸曹                                               | 三等海曹                                               | 三等空曹                                               | 3曹                          | 55歳   |
| 士   | 士   | 陸士長                                                 | 海士長                                                 | 空士長                                                 | 士長                         | 任期制 |
| 士   | 士   | 一等陸士                                               | 一等海士                                               | 一等空士                                               | 1士                          | 任期制 |
| 士   | 士   | 二等陸士                                               | 二等海士                                               | 二等空士                                               | 2士                          | 任期制 |

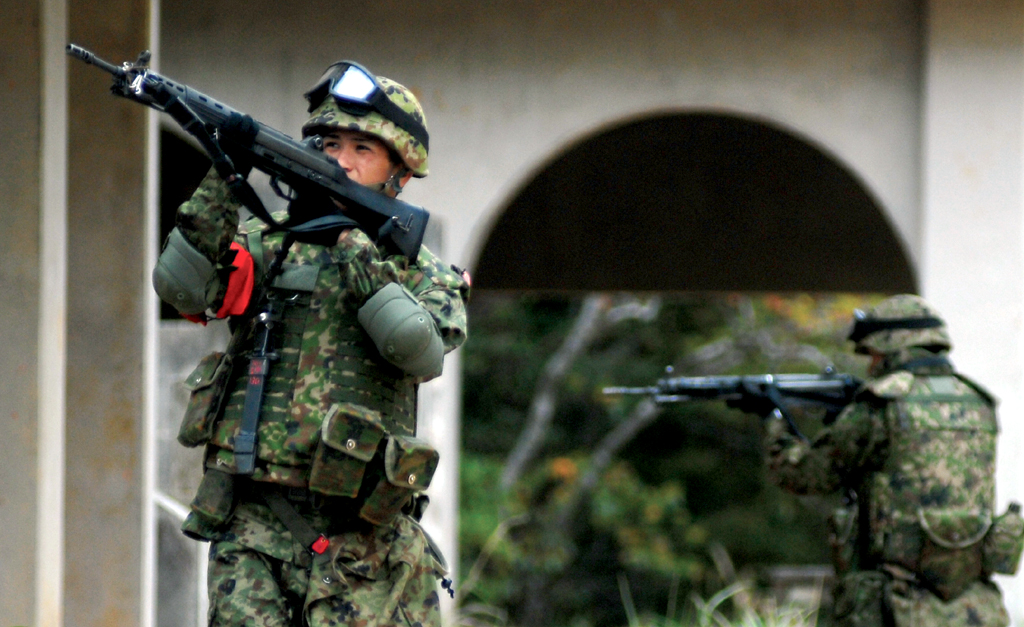
市街戦訓練を行う陸上自衛官

- 自衛隊法第32条では、一等、二等（正式）といった階級の字に漢数字が用いられている。公用文作成の要領（昭和27年内閣閣甲第16号〈依命通知〉）第3 書き方について 3. に従い、数字を横書きにする場合はアラビア数字を用いて「1等」などと書くため、それに従って表記している。
- 統合幕僚長たる陸将、海将または空将は、自衛隊法（第32条）上の階級ではないが、防衛省設置法第21条第2項後段により、自衛官の最上位にあるものとされている。陸海空幕僚長・統合作戦司令官についても同様だが、これらの将は、階級章も通常の将と異なり、階級の英訳も大将に相当するものが用いられている。
- 将官において1スターランクに相当する階級は存在しないが、外国軍隊の将官の人事バランスに対応した措置が採られている。
- 政府の見解によれば、自衛隊は軍隊又は軍隊に準じるものであることが想定されている。そこで、自衛官の階級分類は一般的な軍隊のそれとの整合性が考慮されている。
- 自衛官の階級呼称は戦前の旧日本陸海軍のものとは異なっているものの、それに類似したものとなっている。また、「大中少」ではなく「一等・二等・三等」と等級制が用いられている点は、歴史上も旧陸軍の将校相当官や旧海軍の下士官などにも見られた用例であり、日本の軍隊の階級呼称として前例が無いものではない。
- 自衛隊の前身たる保安隊や警備隊では、「監・正・士」といった文官、初期の陸軍将校相当官又は1919年（大正8年）以前の海軍将校相当官に類似した階級呼称を用いていた。後の自衛隊発足に際しては、「将・佐・尉・曹」といった旧軍の兵科軍人の階級呼称として用いられていたものが使用されることとなった。但し軍隊ではないという建前から下士官相当級には「軍」の字は入れない。
- 医師、歯科医師および薬剤師である自衛官ならびに音楽などの職務にたずさわる自衛官の定年年齢は、上記にかかわらず60歳と定められている[27]。
- 士の階級群にはこのほか3士があったが、国連の少年兵条約及び政府における総人件費削減などの理由から抜本的見直しを迫られ、2009年（平成21年）6月3日に公布された防衛省設置法及び自衛隊法により、廃止された。

## 自衛官の待遇

### 俸給手当

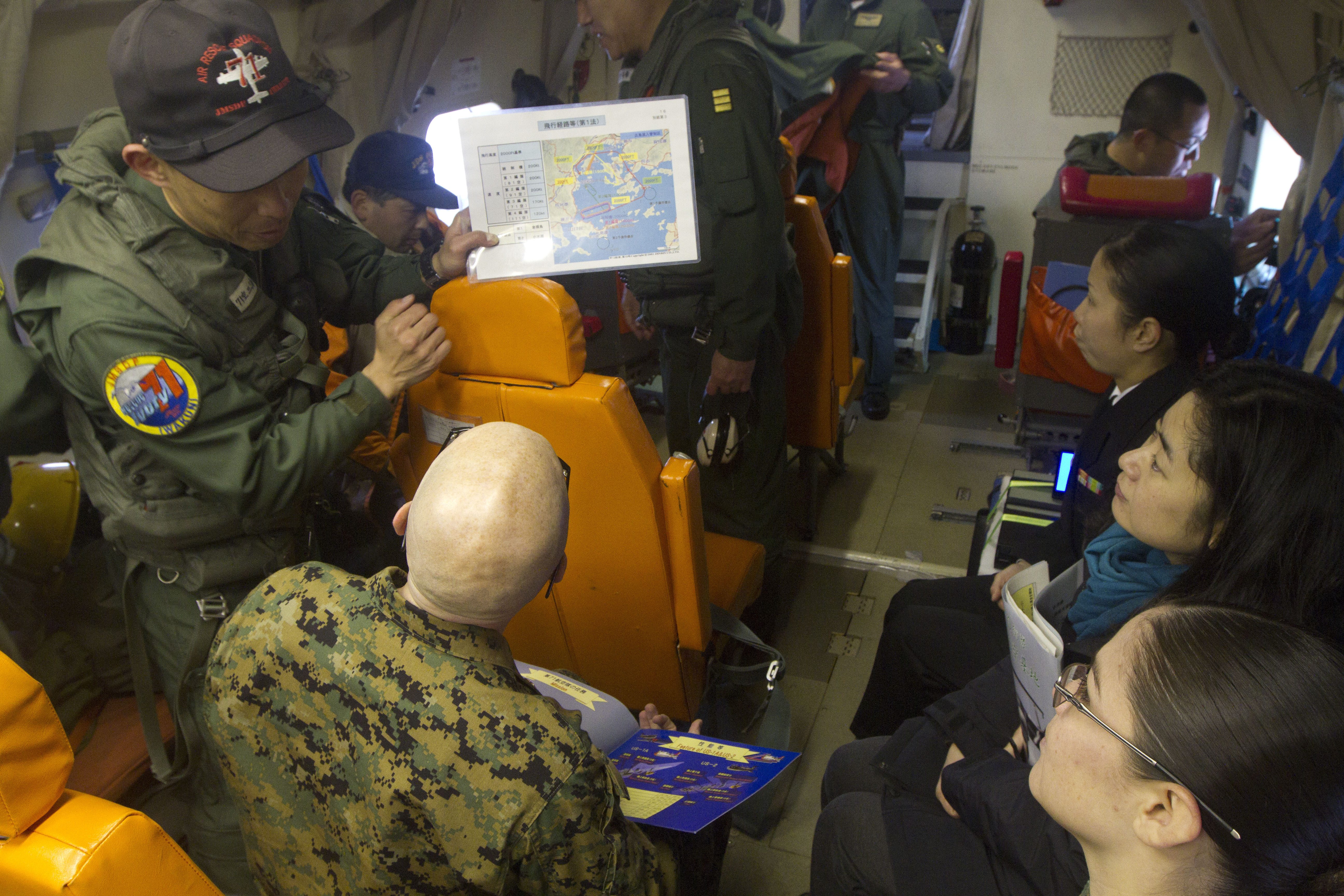
航空機に搭乗する海上自衛官（左端）

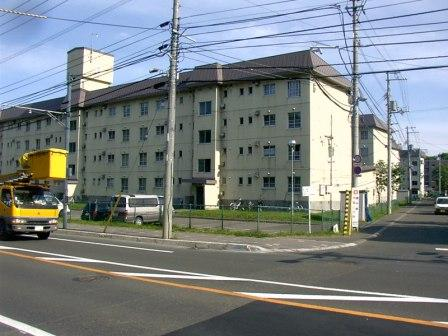
北海道札幌市南区にある自衛隊川沿宿舎

一般職の職員の給与に関する法律に基づく一般職国家公務員の俸給表ではなく、防衛省の職員の給与等に関する法律に基づく自衛官俸給表により定められる。階級と号俸で構成され、階級と勤続年数（勤務成績）の二つの要素により決まるようになっている。初任給を決める場合、民間でも公務員でも、その職業に就く年齢・学歴・職歴の加算があるが、自衛官の場合は、自衛官の採用区分が同じなら年齢差・学歴差・前職の有無により採用時の号俸による計算となる。高卒等を1号俸として専門学校卒を2号俸、大学卒業または社会人を経て入隊した場合を3号俸等として規定しており、採用時の年齢・職務経験等も踏まえた処理が成される(事務官等にある俸給の調整額、指定職等の管理・監督の者に支給される俸給の特別調整額、医師・歯科医師の自衛官に支給される初任給調整手当は、その他の自衛官にはない）。一般曹候補生の初任給は約198,800円であり、行政職よりやや高めの設定がなされている。これは自衛官俸給表が2士〜2佐までは勤務体系が類似している公安職俸給表に準じて制定されているからであり、また勤務の特性上21時間30分の超過勤務（残業）手当を含み、調整手当を入れ、そこから食費と医療費と営舎経費を削ってつくられたのが自衛官の給料の基となる俸給表である（自衛官調整率）。したがって、不寝番など超過勤務手当は自衛官に対しては支給されない。休日給・夜勤手当も支給されない。また、俸給以外にも医療や食事の支給なども現物給付を受けることができる。
曹長以下の自衛官は営舎内居住(内務班(営内班))が原則であるが、(婚姻(事実婚を含む)を行うか、2曹で30歳に達すると営舎外居住の許可を申請することができる。上記の条件を満たさない者でも、親族の介護等の事情がある場合は申請することができる。)隊舎、艦艇で生活するための光熱費や水道代、食事代等は、給与の算定段階で予め控除されている。自衛官俸給表に定められた金額というのは、それらの費用が差し引かれたものである。既婚者や許可を得た幹部自衛官などは営舎外居住が許可され、自衛官向けの官舎やアパートなどで生活することもできるが、光熱費や水道代等は自腹となるため、この分の金額が陸曹長、海曹長又は空曹長以下の自衛官(以下「陸曹等」という)には「営外手当」として月額6,830円(防衛省の職員の給与等に関する法律第18条)として給与に加算されて支給される。その反面、食事等の支給は行われなくなるので、昼食は喫食の申請をして食堂で食べるか、弁当を用意したり基地や駐屯地のPXなどを利用することになる。なお、食堂を利用する場合はその場での支払では無く給与から天引きとなる。
給与の支給は毎月18日が支給日であるが、給与算定は毎月1日から月末までを基準となるため、万が一給与支給日から月末までの間に自己都合退職をせざるを得ない場合、支給された給与の一部は返還しなければならない。
また、隊員は土日祝祭日に勤務を行った場合に代日休養が付与されるが、指揮官職にある者は当該階級・役職に応じて代休未消化分を給与の加算分として受け取ることができる。
これらの他役職・各種資格等によって給与は加算対象となる他、一定の距離を超える通勤は通勤手当の支給もされている。
災害派遣や海外派遣などの特殊勤務を行った隊員に関しては別途定められた特殊勤務手当が加算支給される。また航空機や艦船での勤務でも加算がある。例として護衛艦に乗船し勤務すると、基本給の43％（潜水艦は55.5％）の乗組手当が支給される。また、出港するたびに航海手当が支給される。国際平和協力手当として海外派遣されている隊員には2016年現在1日1万6000円が支給されているが、自衛隊南スーダン派遣の駆け付け警護を実施した隊員には1日8000円の手当を追加支給する方針を固め、駆け付け警護業務に従事した場合支給額は計2万4000円となり、自衛隊イラク派遣と同額になる。自衛隊員の手当では、東日本大震災時に東京電力福島第一原子力発電所事故で放水作業に当たった隊員に対し、1日4万2000円支給されたのが最高額である。国際連合平和維持活動(PKO)では自衛隊カンボジア派遣や自衛隊ルワンダ難民救援派遣でザイール(現コンゴ)に派遣された隊員に2万円が支給された。
賞与の支給は国家公務員の賞与に準じた形態が取られており、支給日は国家公務員の賞与支給日と同一である。期末手当と勤務成績に応じて支給率が上下する勤勉手当が合わさったものが賞与として支給されており、かつては年3回支給されていたが公務員の給与見直しに伴い年2回に変更されている。
任期隊員として採用された隊員は退職時に任期満了手当が支給されるが、これは定年退官時に支給される退職金に直結しており、任期満了手当を受けてしまうと定年退職時に支給される退職手当はその分減額されるうえ、任期制隊員から非任期制隊員に身分が移行した際に受給された任満手当は一部を返還しなければならない規定が存在する。
殉職したり傷害を負ったりした場合で特に功労が認められた際、本人または遺族に支給される賞恤金は、防衛大臣の訓令（賞じゆつ金に関する訓令）により定められている。公務災害補償費も給与等級に応じて払われるが、現物給与(糧食費・被服費等）は含まれない。
自衛隊地方協力本部の広報官も自衛官であるので、自衛官採用募集も目標数ノルマはあるが民間企業の営業手当に相当するものは無い。残業手当に相当する超過勤務手当も無く、出張旅費が支給されるのみである。

### 服務

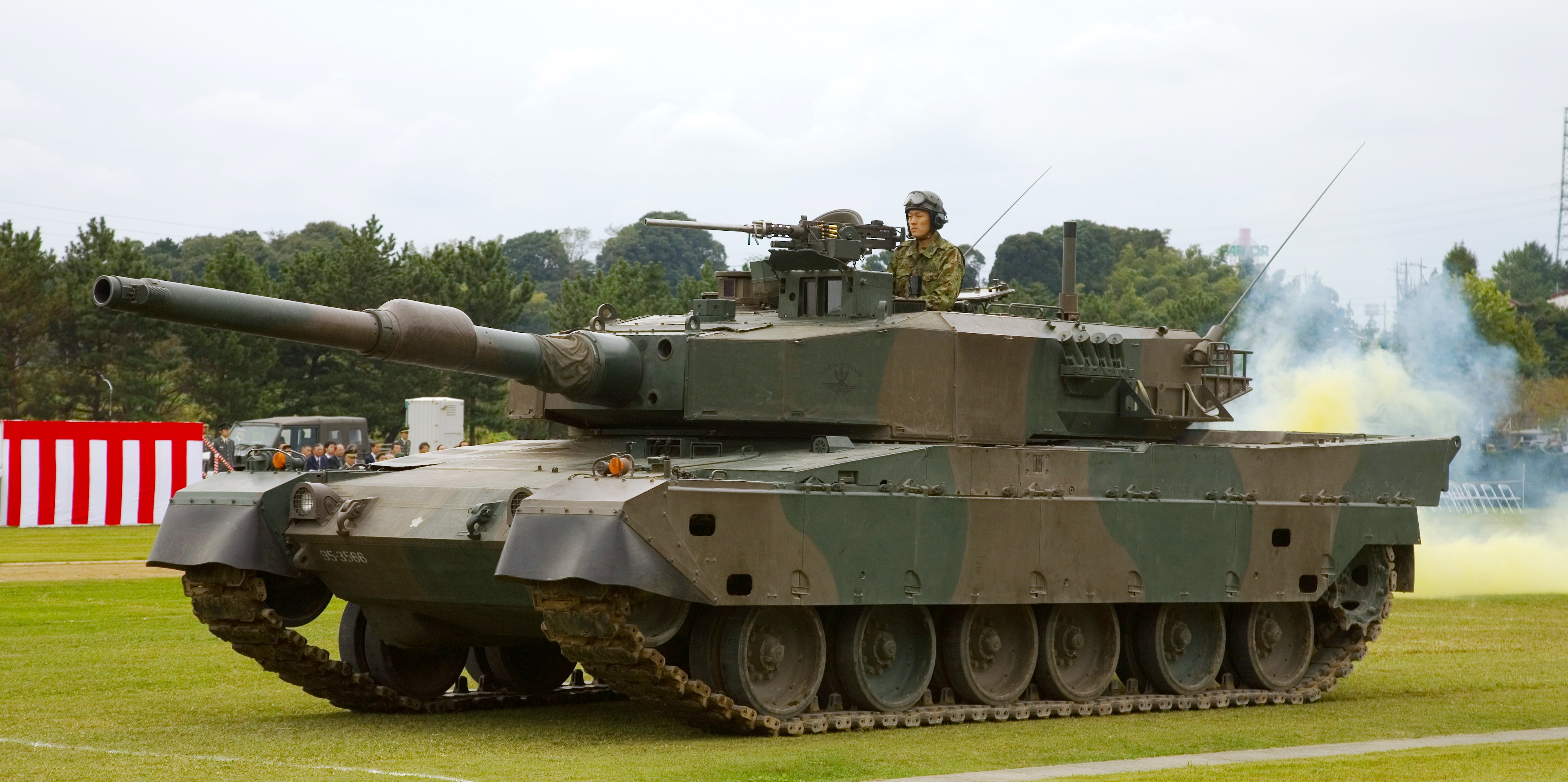
90式戦車に乗車の陸上自衛官

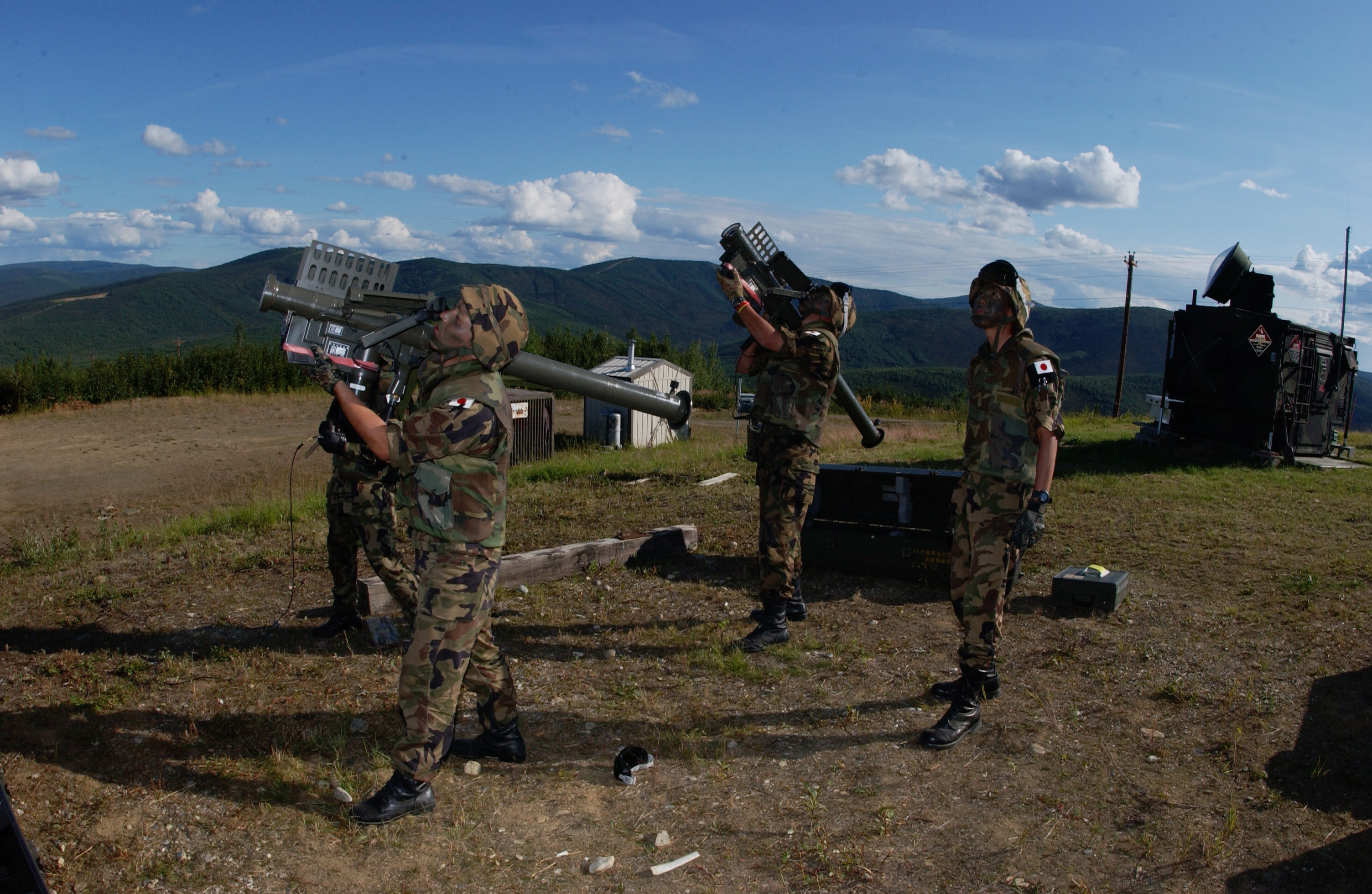
91式携帯SAMを担う航空自衛官

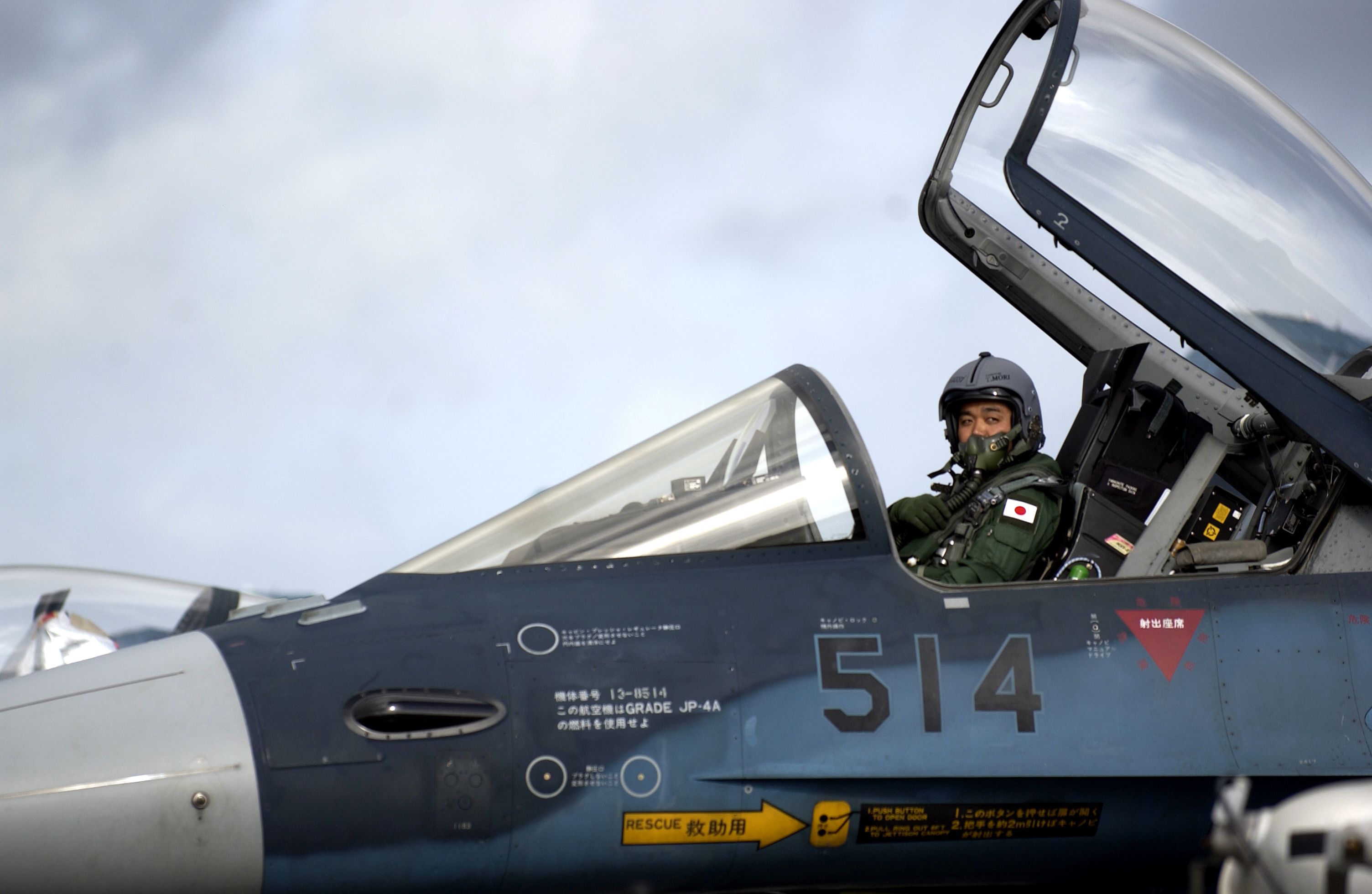
F-2に乗り込む航空自衛官

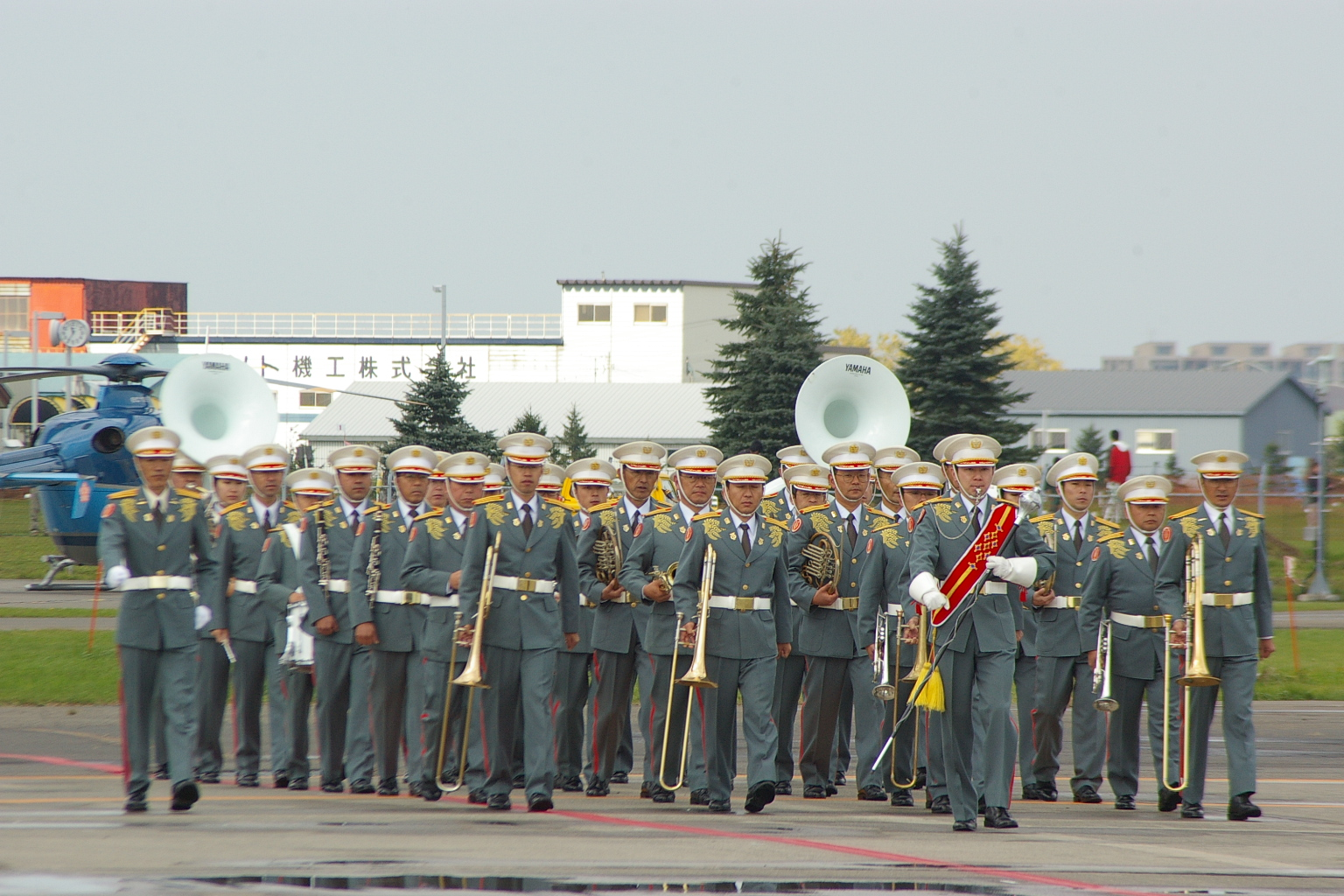
音楽隊の陸上自衛官

勤務時間は原則午前8時15分から午後5時までの週休2日制であるが、部署により大きく異なる。24時間態勢を維持するため（後述#特別勤務を参照）、交代勤務を取る部署もある。どの部署も慢性的な欠員に悩まされており、さらに入校や訓練なども多いことが拍車をかけている。これには残業で対応するが、制度上、超過勤務という概念が無いため、残業時間の算定自体は不可能とされている。部署を問わず、訓練や演習などの際は丸1日以上継続する長時間の勤務もある。幹部自衛官以外は営舎内居住が原則（婚姻(事実婚を含む)を行うか、2曹で30歳に達すると営舎外居住の許可を申請することができる。上記の条件を満たさない者でも、親族の介護等の事情がある場合は申請することができる)であり、外出も許可制となっている。こうした勤務実態から、超過勤務という概念自体が存在せず、前述の超過勤務手当の設定がされていない。生活そのものに対しても厳しい制約が課され、特に外出や外泊にあたっては内務班で重点的な指導を受ける。
以前は、陸上自衛隊服務規則第33条2で外出が、平日(土曜日を除く)にあっては営内居住者の1/2、土曜日、休養日及び休日にあっては2/3の範囲内において許可され外出許可が厳しかったが、門限や外出回数を緩和された輝号計画を経て、現在は、陸上自衛隊服務細則第64条、「許可権者は、隊務に支障のない限り、緊急連絡時の操縦手及び営内監視要員等を除き、営内に居住する陸曹及び陸士の外出を許可することができる。2、緊急連絡時の操縦手及び営内監視要員等の残留基準は、部隊規模(営内者)51名以上、緊急連絡時の操縦手1名、営内監視要員等6名、部隊規模(営内者)31〜50名、緊急連絡時の操縦手1名、営内監視要員等4名、部隊規模(営内者)30名以下、緊急連絡時の操縦手1名、営内監視要員等2名とする。3、前項の残留基準によることが著しく困難な場合は、当該基準の趣旨を踏まえ、必要最小限の要員等を残留させるものとする。」と週休二日制も絡んで外出許可される人数が増えている。曹と士の階級により違う門限時間の外出と門限の無い特別外出がある。詳しくは内務班の自衛隊の項目を参照。
不祥事を起こした隊員に対しては、懲罰的な意味合いを込めて「外出禁止」といった外出を許可しない措置がとられる場合がある。営舎内居住者には給食が無料支給され、営舎外居住者は有料で喫食できる。
職場での携帯電話・スマートフォンの所持は画面が5.5インチ以上の場合パソコンと見なされ、持ち込みには所属長からの許可が必要だったが、2017年10月から7インチに緩和された。教育期間中は寝不足で教育に支障があるので消灯後は回収される。なお、2025年現在では私有パソコンの定義から端末のサイズについての記述は外され、「資料作成を容易に行うことができる多用途なコンピュータ」と規定されており、一般にスマートフォンとして市販されている端末はこの定義から外れる。海上自衛隊は位置情報を秘匿する必要があるため艦艇では使用禁止だったが艦内の無線LANと専用回線を経由して家族と連絡を取ることができるようにする予定である。潜水艦勤務の場合、出港―入港の間は、勤務の性格上、一切の連絡ができない（通信アンテナ・マストを海面に出さないと通信そのものができない。）。
また、自衛隊法上、次のような義務も定められている。
- 指定場所に居住する義務 （自衛隊法第55条）
- 職務遂行の義務 （第56条）
- 上官の職務上の命令に服従する義務 （第57条）
- 品位を保つ義務 （第58条）
- 秘密を守る義務 （第59条）
- 職務に専念する義務 （第60条）

なお、一般の自衛官は、自衛隊法第五十三条及び自衛隊法施行規則第三十九条に則り、入隊時に以下の文言が記載された宣誓文を朗読、署名捺印をする事が義務付けられている（服務の宣誓）。
“私は、我が国の平和と独立を守る自衛隊の使命を自覚し、日本国憲法及び法令を遵守し、一致団結、厳正な規律を保持し、常に徳操を養い、人格を尊重し、心身を鍛え、技能を磨き、政治的活動に関与せず、強い責任感をもつて専心職務の遂行に当たり、事に臨んでは危険を顧みず、身をもつて責務の完遂に務め、もつて国民の負託にこたえることを誓います。”
また、「自衛官の心がまえ」という1961年（昭和36年）6月28日に制定された自衛隊における精神教育の準拠がある。以下の5つの徳目が列挙されている。
- 使命の自覚
- 個人の充実
- 責任の遂行
- 規律の厳守
- 団結の強化

### 体力・健康
宣誓文に「心身を鍛え」と書かれている様に自衛官は年齢に応じた身体能力の維持が求められている。このため自衛隊体力検定と呼ばれる身体能力検査を入隊直後に受け、自衛官である間は毎年1回以上受ける必要がある。内容は全年齢で腕立て伏せ、腹筋、3000m走の3種、40歳未満にはさらに懸垂、走幅跳、ソフトボール投げも行う。海上自衛隊では水泳能力の検定も行われる。
体力検定で一定以上の成績を収めた者は「体力徽章」という技能章を着用する資格が出来る。
飲酒に関しては施設内では基本的に禁止されているが、所定の場所において夜間のみ許可されることもある。大日本帝国海軍ではイギリス海軍の影響で艦内での飲酒が許可されていたが、海上自衛隊では艦艇内での飲酒を禁止している。
喫煙については20歳以上であれば問題ないとされ、駐屯地・基地などには喫煙所が設けられている。一方で官公庁の施設であるため健康増進法の対象となり、分煙が進められている。また、自衛隊病院は基本的に全館禁煙で自衛官向けに禁煙外来を設置する病院もある。
自衛官は災害派遣や国際緊急援助活動・PKO派遣などで感染症に罹患する可能性があるため以下の疾病に対する予防接種を義務付けている。
- 急性灰白髄炎
- 風しん
- コレラ
- インフルエンザ
- 日本脳炎
- 狂犬病
- 破傷風（定期接種）
- A型肝炎
- B型肝炎（医療従事者および防衛医科大学校学生のみ定期接種）
- 黄熱
- マラリア
- 結核

### 特別勤務
自衛官には、職種に関係なく勤務する特別勤務が勤務指定され、当直勤務（いつ入るか分からない災害派遣要請に備える）、警衛勤務、営外巡察、不寝番、伝令が特別勤務で定められている。当直勤務は1週間、またはそれ以下の期間(半週間)に勤務に就き、外部からの不法侵入防御と駐屯地内に居住義務の有る自衛官（営舎内居住者)の外出・門限管理・火災防止・生活指導をする。警衛勤務は、駐屯地警衛隊を参照。営外巡察は駐屯地外の巡察で自衛官の犯罪防止をする。不寝番は、駐屯地内に居住義務の有る自衛官(営舎内居住者)が、消灯時間~起床時間までを1時間毎(または2時間毎)順番・交代(消灯後1番を1直、2番を2直と呼ぶ)で勤務指定され火災防止・外部からの不法侵入の防御をする。伝令は命令伝達する。
駐屯地の警衛所や門で警備する自衛官は守衛専従隊員ではなく、(防衛省本省の市ヶ谷駐屯地を除く)演習等の訓練で、普通科などの戦闘職種が当直を除いて駐屯地を出払うと、業務隊や会計隊なども警衛勤務する。

## 分限、懲戒及び身分保障

### 若年定年制
警察官等の公安職を含む公務員は個人単位で勤務するので定年は60歳だが、自衛官は部隊単位（集団）で勤務するため、20代も50代も同じ歩調で訓練しなければならないため若年定年制をとっている。若年定年制は、体力的に頑健で、防衛組織として精強さを保つ目的で制定されている。自衛官は3曹以上の階級にあっては、自衛隊法施行令に定める年齢（54歳〜62歳）で定年となる。50歳代での早期退職による年金支給の不利を補うため、若年定年退職者給付金制度が制定されている。年金支給年齢までの再就職に向けての援護組織も整備されており、自衛隊内の援護課の協力のもと、自衛隊援護協会などが支援を行なう。
自衛官候補生での入隊では、陸自が2年、海自・空自が3年（初任期のみ）を1任期として扱う。次の任期に入る場合でも満期金の名称で退職金の支給を受けることができ、これにより、若年層の隊員を大量に確保することで戦力の維持向上を図るとされる。少子高齢化の時代においては問題も指摘される。景気が悪化した状態では、退職後の再就職先確保が難しくなる場合もある。
士は士長（陸士長・海士長・空士長）までは懲戒処分等を受けない限り一定の年数で自動的に昇任するが、3曹（3等陸曹・3等海曹・3等空曹）へ昇任するためには陸上自衛隊では陸曹候補生選抜試験、海上自衛隊・航空自衛隊では昇任試験を受験（一般曹候補生も同等の試験を受験）・合格し教育隊にて一定の教育を履修する必要がある。任期制隊員・非任期制隊員に関わらず曹へ昇任する見込みがない場合は除隊することとなる。昨今の不景気により再就職が困難なことや民間企業へ転身のリスクを鑑み、曹へ昇任を望む隊員が増え、曹昇任試験の倍率が増している。自衛官候補生として採用された任期制自衛官は、曹に昇任しないままでも最長で7年程度勤務できる。
定年前であっても40歳前後で最前線から退いた航空機パイロットには、民間の航空会社へ斡旋する『自衛隊操縦士の民間における活用（割愛）』制度が存在する。
自衛官の平均年齢は36歳（2014年）と欧米に比べやや高い傾向にあり、防衛費の約42%（2013年）を占める人件費の抑制と合わせ様々な制度を導入し若返りを図っている。各国の将校の定年は、イギリスは大将から少尉が55歳、フランスは大将から准将が63歳、大佐から少尉が59歳、アメリカは大将から少将が64歳、准将から少尉までが62歳であるが、各国の年金支給条件・退職金の制度に違いが有り、日本の一般社会が終身雇用を前提としているので単純な比較は出来ない。
2019年12月から2021年12月にかけて、1佐以下3曹以上の自衛官に対しては、段階的に定年が引き上げられた（60歳定年の医官・警務・音楽・情報・通信等の職域を除く）。
2023年10月9月から2024年9月にかけて、1佐以下3曹以上の自衛官に対しては、再度段階的に定年が引き上げられる（60歳定年の医官・警務・音楽・情報・通信等の職域を除く）。
さらに2025年6月に実施された関係閣僚会議において2028年度から2032年までの5年間で将以下3曹までの自衛官について定年年齢を2歳引き上げるとともに、60歳定年職域に宇宙・サイバーなど、第一線部隊に比し体力を要しない職域を加える事が了承された。

### 自衛官の再任用
現行の定年年齢を維持した上で、退職後も自衛官として働く意欲と能力のある者を、大臣の定める業務を行うポストに引き続き再任用。任用形態はフルタイムに限定。任期は1年以内、更新可能。防衛出動などの際は、一定の期間(1年~6ヶ月)延長可能。任用上限年齢は、65歳(平成13年度から15年度においては61歳、以後、3年ごとに1年ずつ段階的に引き上げ)。給与水準は、定年退職時の年収の5~6割の水準(同一の職務の級で任用された場合)。 

### 再就職
自衛官の定年が将補以上が60歳で、一般職の国家公務員と同じなので、将、将補は、内閣人事局が扱うが、防衛省が再就職を斡旋することは禁じられている。1佐以下は60歳未満で定年となるので、防衛大臣が指定する就職援護隊員が退職者の雇用を企業側に依頼できる。職務上の利害関係が無い企業であれば、退職予定者が自分で求職活動をしてもよい。

### 懲戒処分
自衛隊法及び訓令、規則により、隊員が次の各号のいずれかに該当する場合には免職（＝不名誉除隊）、降任、停職、減給又は戒告の懲戒処分をすることができる。
- 職務上の義務に違反し、又は職務を怠つた場合
- 隊員たるにふさわしくない行為のあつた場合
- その他この法律若しくは自衛隊員倫理法（平成十一年法律第百三十号）又はこれらの法律に基づく命令に違反した場合

具体的には以下の例がある
- 服装違反、階級章の濫用
- 指揮監督義務違反、部下の汚職、金銭不正、武器損壊、秘密漏えい、火災事故その他の重大な事故が発生した場合
- 心身の故障、精神疾患、認知症、日常介助を必要とする身体障害の場合
- 自衛隊車両で法令違反をした場合、私有車両運転の場合は問われないことがある。
- 火器、火薬類、刀剣類その他直接人を殺傷し、又は武力闘争の手段として使用した場合
- 身分証明書又は警務手帳を不正または紛失した場合
- 時限遅延、指定時間までに正当の理由がなく、遅滞した場合
- 指定場所に居住する義務を有する隊員が許可なく駐屯地等から不正外出した場合
- 職務の遂行中過失により人を傷害し、又は死亡させた場合
- 部下に義務のないことを行わせること（パワーハラスメント）、人の権利を侵害すること、その他職務上の権限の範囲を著しく逸脱すること
- 上官に対して、傷害、暴行又は脅迫、命令に対する反抗又は不服従、暴言又は侮辱があった場合
- 20日以上無断欠勤すると懲戒免職となる。

他には鬱病などの精神疾患により病気療養していたが、改善が見込めず勤務復帰が望めない場合に退職（俗に言う肩たたき）となる場合もある。
これは人事記録上の措置であり、これに至らない軽微なものは所属長の判断により、指導の延長として外出を禁じる等の処置がとられる（いわゆるアドミラルズ・マスト）。

### 選抜試験等の受験
自衛官が地位を保持したまま宇宙航空研究開発機構（JAXA）の宇宙飛行士選抜試験を受けることは可能であるが、合格した場合にはJAXAの職員となるため自衛隊を退職する必要がある。2015年までに油井亀美也と金井宣茂が宇宙飛行士に選ばれ退職している。アメリカ軍をはじめ多くの国の軍隊では軍籍を保持したまま宇宙飛行士になれる。

## 自衛官と防衛省内局及び他省庁の官僚との比較
| 号俸 | 自衛官（武官・制服組） | 防衛省内局等 | 他省庁（文官） |
| ---- | --- | --- | --- |
| 8号  | 統合幕僚長 | 防衛事務次官 | 各府省事務次官 金融庁・消費者庁・警察庁長官 内閣官房副長官補・内閣情報官・内閣広報官 内閣法制局・宮内庁次長                         |
| 7号  | 陸上幕僚長・海上幕僚長・航空幕僚長・統合作戦司令官 | 防衛審議官 防衛大学校長 | 警視総監・国税庁長官・海上保安庁長官 省名審議官・医務技監・技監                                                                     |
| 6号  | | 防衛装備庁長官 | 財務省主計局長・警察庁次長 外局の長官 内閣衛星情報センター所長                                                                      |
| 5号  | 陸上総隊司令官、陸自方面総監、自衛艦隊司令官、横須賀地方総監、佐世保地方総監 航空総隊司令官、航空支援集団司令官、航空教育集団司令官、情報本部長 | 防衛医科大学校長 防衛監察監 大臣官房長 防衛政策局長 地方協力局長 防衛装備庁防衛技監 | 本省主要局長 |
| 4号  | 呉地方総監、航空自衛隊補給本部長 | 防衛研究所長 自衛隊中央病院長 人事教育局長 整備計画局長 | 本省局長 警察大学校長・警視庁副総監                                                                                                 |
| 3号  | 統合・陸上・海上・航空幕僚副長、舞鶴・大湊地方総監、 陸上自衛隊教育訓練研究本部長、陸上自衛隊補給統制本部長 航空総隊副司令官 | 大臣官房政策立案総括審議官 統幕総括官 | 官房総括審議官 大阪府警察本部長・皇宮警察本部長 海上保安庁次長・海上保安監                                                          |
| 2号  | 第1、第2、第3、第4、第6の各師団長、陸上自衛隊富士学校長、 護衛艦隊・潜水艦隊・航空集団・教育航空集団司令官、海上自衛隊補給本部長、 海上自衛隊幹部学校長 航空方面隊司令官、航空開発実験集団司令官、航空自衛隊幹部学校長 防衛大学校副校長（旧防衛大学校幹事）、統合幕僚学校長                            | 防衛政策局次長 地方協力局次長 大臣官房衛生監 大臣官房報道官 大臣官房公文書監理官 大臣官房サイバーセキュリティ ・情報化審議官 大臣官房審議官 南関東、九州防衛局、沖縄防衛局長 防衛装備庁長官官房装備官、長官官房審議官、 プロジェクト管理部長、航空装備研究所長、 新世代装備研究所長 | 本省次長 官房審議官 北海道、茨城、埼玉、千葉、神奈川、 新潟、長野、静岡、愛知、 京都、兵庫、広島、福岡の各警察本部長 ・管区警察局長 |
| 1号  | *将 第7、第8、第9、第10の各師団長、陸上総隊司令部幕僚長、関東補給処長、統幕運用部長、 防衛医科大学校副校長（旧防衛医科大学校幹事）*将補 統幕防衛計画部長、各幕主要部長、旅団長、各方面総監部幕僚長、 自衛艦隊司令部幕僚長、横須賀、佐世保地方総監部の幕僚長、 航空総隊司令部幕僚長、防衛研究所副所長、 | 大臣官房施設監 北海道、東北、北関東、近畿中部、 中国四国防衛局長 防衛装備庁各部長（プロジェクト管理部長を除く） 防衛装備庁陸上装備、艦艇装備研究所長、 防衛イノベーション科学技術研究所長                                                                                           | 本省部長 地方支分部局長 宮城、福島、栃木、群馬、岐阜、岡山、 山口、長崎、沖縄の各警察本部長、 大阪府警察本部副本部長                |

- 指定職俸給表の適用を受ける防衛参事官、書記官及びその他の官職並びにこれらに準ずる自衛官の官職を定める省令（昭和39年総理府令第42号）
- 指定職俸給表の適用を受ける事務官等の号俸に関する訓令（平成26年防衛省訓令第34号）
- 防衛省の職員の給与等に関する法律施行令第六条の二十
- 人事院規則九―四二（指定職俸給表の適用を受ける職員の俸給月額）

## 自衛官に対する特技資格の付与
自衛官が職務に必要な特技の一部（医師、航空機の操縦士など）は資格が必要であるため、隊内で養成を行っている。一部の資格試験は管轄省庁から試験官が派遣される。
取得した資格は基本的に退職後も有効であるが、航空機の操縦士資格については定年・依願退職した場合、退職から2年間は操縦士としての勤務を禁止されるなど、一部に制限がある。
- 衛生関係
  - 医師国家試験（防衛医科大学校、医師養成課程を修了すること）（無償・有給）
  - 歯科医師国家試験（防衛省から月54000円貸与されるが、一定年数以上勤務する場合は免除）（自費）
  - 看護師国家試験（防衛医科大学校、看護師養成課程を修了すること）（無償・有給）
  - 薬剤師国家試験（防衛省から月54000円貸与されるが、一定年数以上勤務する場合は免除）（自費）
  - 准看護師・救急救命士（陸・空の衛生科の選抜に合格した者 海上自衛隊は、無試験選考）
  - 理学療法士（外部委託の養成所に出向扱い）（無償・有給）
  - 歯科技工士（陸上自衛隊衛生学校、歯科技工士養成課程を修了すること、自衛官共通）
  - 診療放射線技師（自衛隊中央病院、診療放射線技師養成課程を修了すること、自衛官共通）
  - 臨床検査技師（陸上自衛隊衛生学校、臨床検査技師養成課程を修了すること、自衛官共通）
  - 衛生管理者（衛生科に従事していた者）
- 車両関係

自衛隊自動車訓練所が指定自動車教習所と同じ扱いを受けている。
- 大型自動車（「自衛隊車両限定」の条件が付される）・大型特殊・けん引・自動二輪（自動車操縦教習所課程において必要な科目を修了すること）（無償・有給）

- 航空関係

自衛隊は国交省から航空従事者養成施設の指定を受けている
- 航空機の操縦士 (操縦士の養成課程を修了すること）（国土交通省の事業用操縦士）
- 航空整備士 (航空整備士の養成課程を修了すること）
- 航空管制官（養成教育は自衛隊で行うが、試験は国土交通省が実施）

- 船舶関係
  - 小型船舶操縦士（海上自衛隊第1術科学校が養成施設に指定されている）
  - 海技士（海上自衛隊の艦艇に従事した者、試験は国土交通省が実施）
- 他
  - 社会保険労務士受験資格（全階級の自衛官に付与）
  - 気象予報士（気象業務に従事していた者に免除）

## 職種

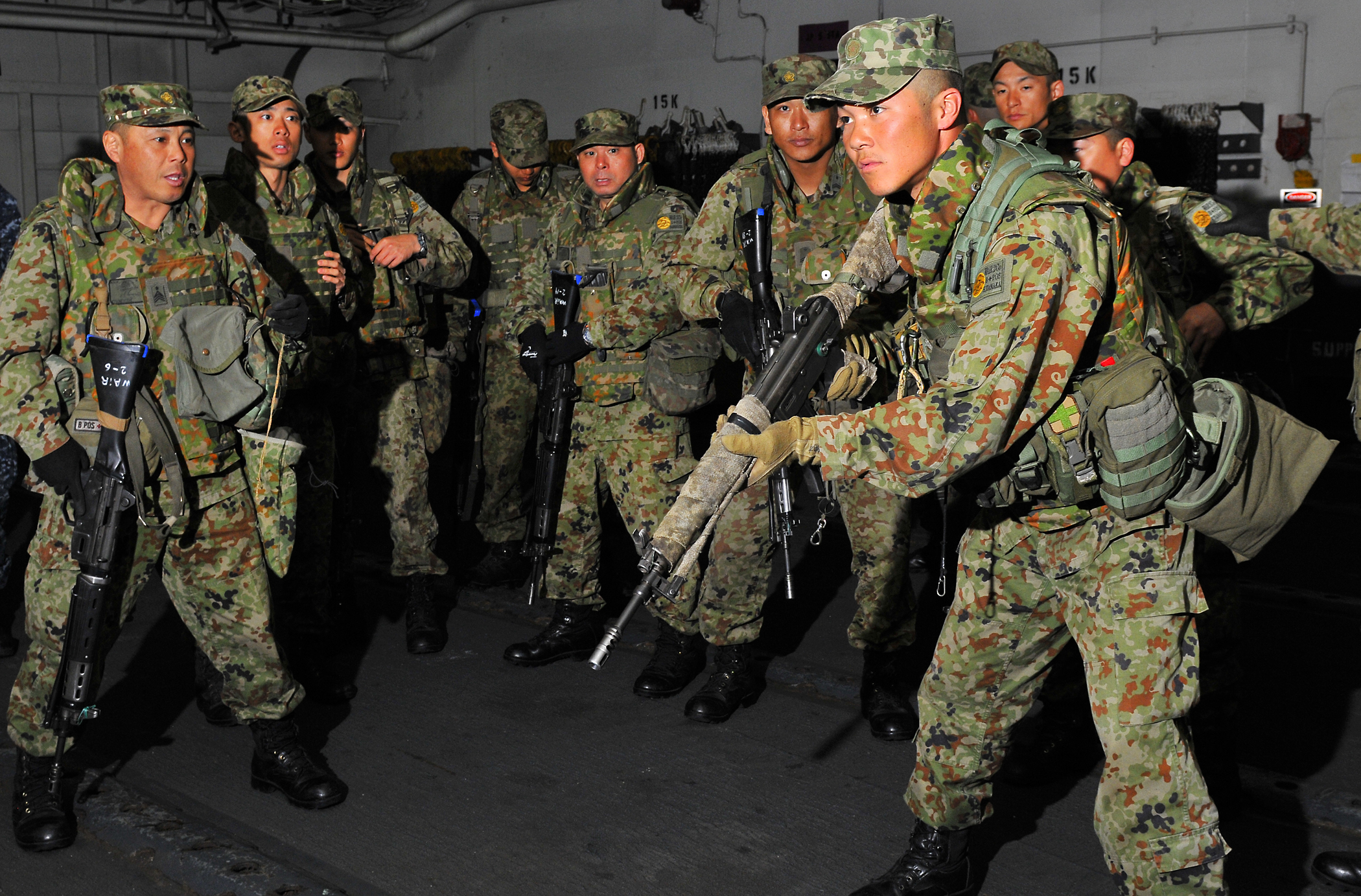
89式5.56mm小銃を使用する西部方面普通科連隊の陸上自衛官

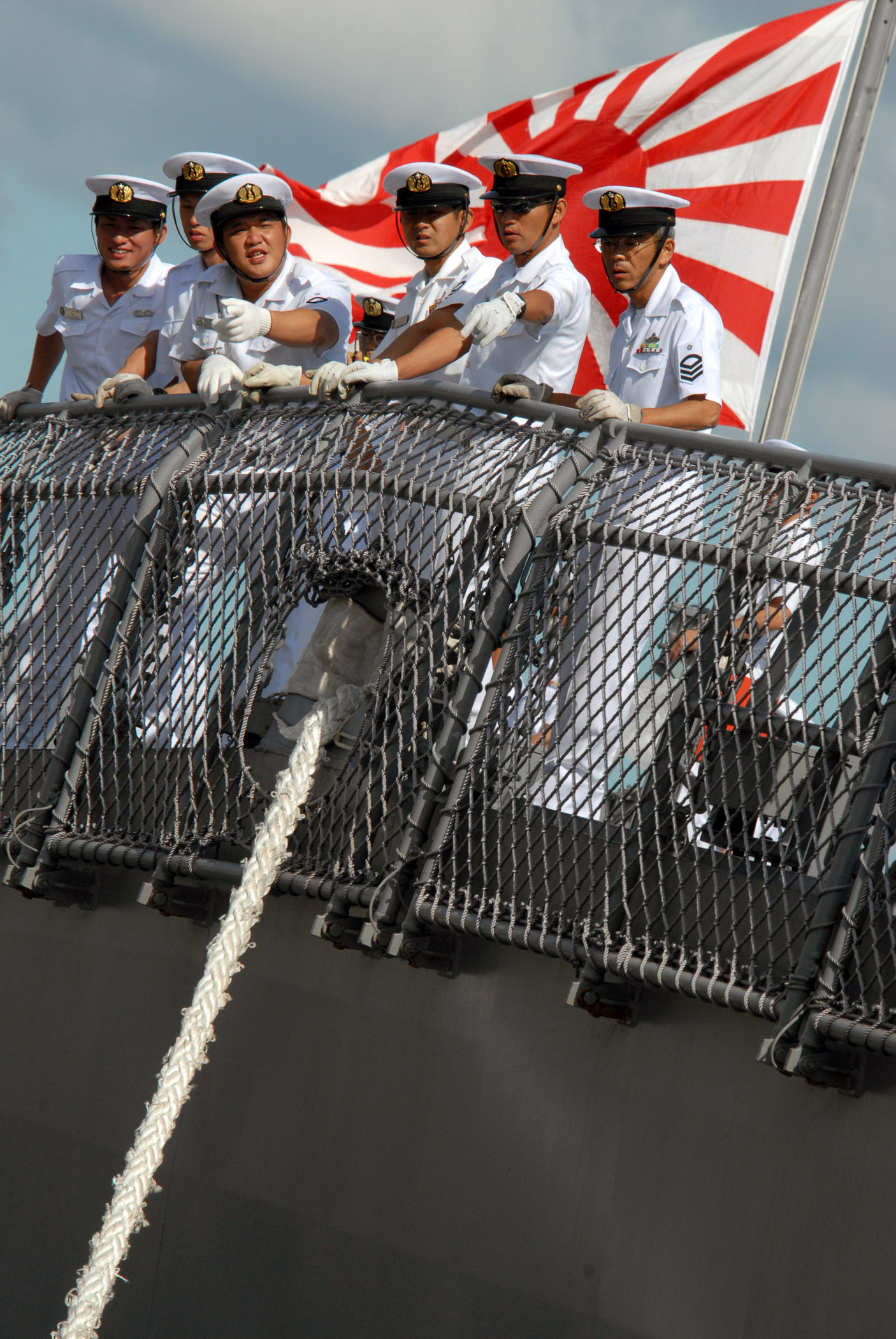
こんごう型護衛艦1番艦こんごうに乗り込む海上自衛官

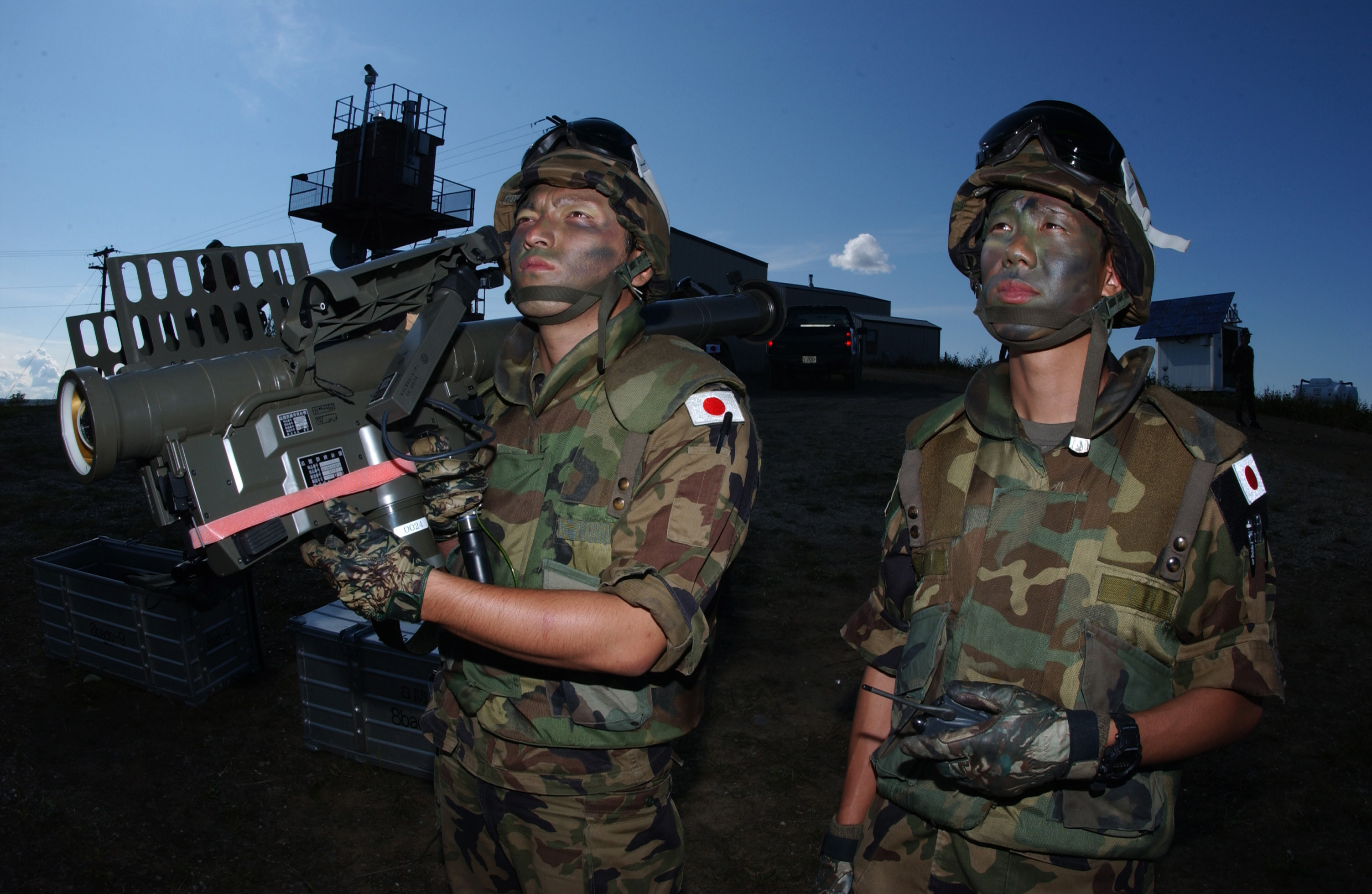
91式携帯地対空誘導弾を構える基地防空隊の航空自衛官

諸外国の軍隊における兵科は陸上自衛隊では「職種」、海上および航空自衛隊では「職域」と呼んでいる。
2017年現在49種に分かれている。
下記の職種の他、航空学生や陸曹航空操縦学生、教育隊、術科学校等での訓練中は職種にかかわらず学生扱いとなり教育訓練に専念する。

### 陸上自衛官
15職。特科を区分すれば16職。
- 普通
- 機甲
- 特科
  - 野戦特科
  - 高射特科
- 情報
- 航空
- 施設
- 通信
- 武器
- 需品
- 輸送
- 化学
- 警務
- 会計
- 衛生
- 音楽

西日本豪雨災害では、事前に各々の予備自衛官がどんな免許を持っているか聞き取り調査があったが、土砂を取り除く土木関係の資格、重機の免許と振動機械の資格の有無を聞かれたため、資格保持者は現地で活躍できるブルドーザーやユンボを運転できると考えていたが、MOS(Military Occupational Specialities)(特技(自衛隊での取扱資格))の自衛隊内の制度登録資格がないと重機を自衛隊員として運転させられないので、予備自衛官たちはスコップで手掘り作業となった。これは陸上自衛隊独自の制度。

### 海上自衛官
幹部と曹士で異なり50職以上。以下に主として曹士の職種を示す。
- 攻撃要員
  - 射撃
  - 射管
  - 運用
  - 魚雷
  - 水測
  - 掃海機雷
- 航海・船務要員
  - 航海
  - 電測
  - 通信
  - 気象海洋
  - 電子整備
- 機関要員
  - 蒸気（ボイラ員・汽機員）
  - ディーゼル
  - ガスタービン
  - 電機
  - 応急工作
- 航空要員
  - 操縦士（幹部又は飛行幹部候補生）
  - 戦術航空士（幹部又は飛行幹部候補生）
  - 航空士（航空整備員、衛生員で航空士各課程修了者）
  - 航空管制
  - 航空発動機整備員
  - 航空電機計器整備員
  - 航空機体整備員
  - 航空電子整備員
  - 航空武器整備員
  - 地上救難
- 経理・補給要員
  - 経理
  - 補給
  - 給養
  - 衛生
- その他陸上要員等
  - 情報
  - 施設
  - 技術
  - 警務
  - 音楽

### 航空自衛官
最も大きなくくりで17職。曹士はこの下に膨大な細分化特技がある。
- 飛行
- 航空管制
- 警戒管制
- 高射
- 電算機処理
- 気象
- 通信
- 武器弾薬
- 航空機整備
- 施設
- 衛生
- 補給
- 警備
- 音楽
- 輸送
- 会計
- 法務

## 女性自衛官

男性自衛官に混じって活動する女性陸上自衛官

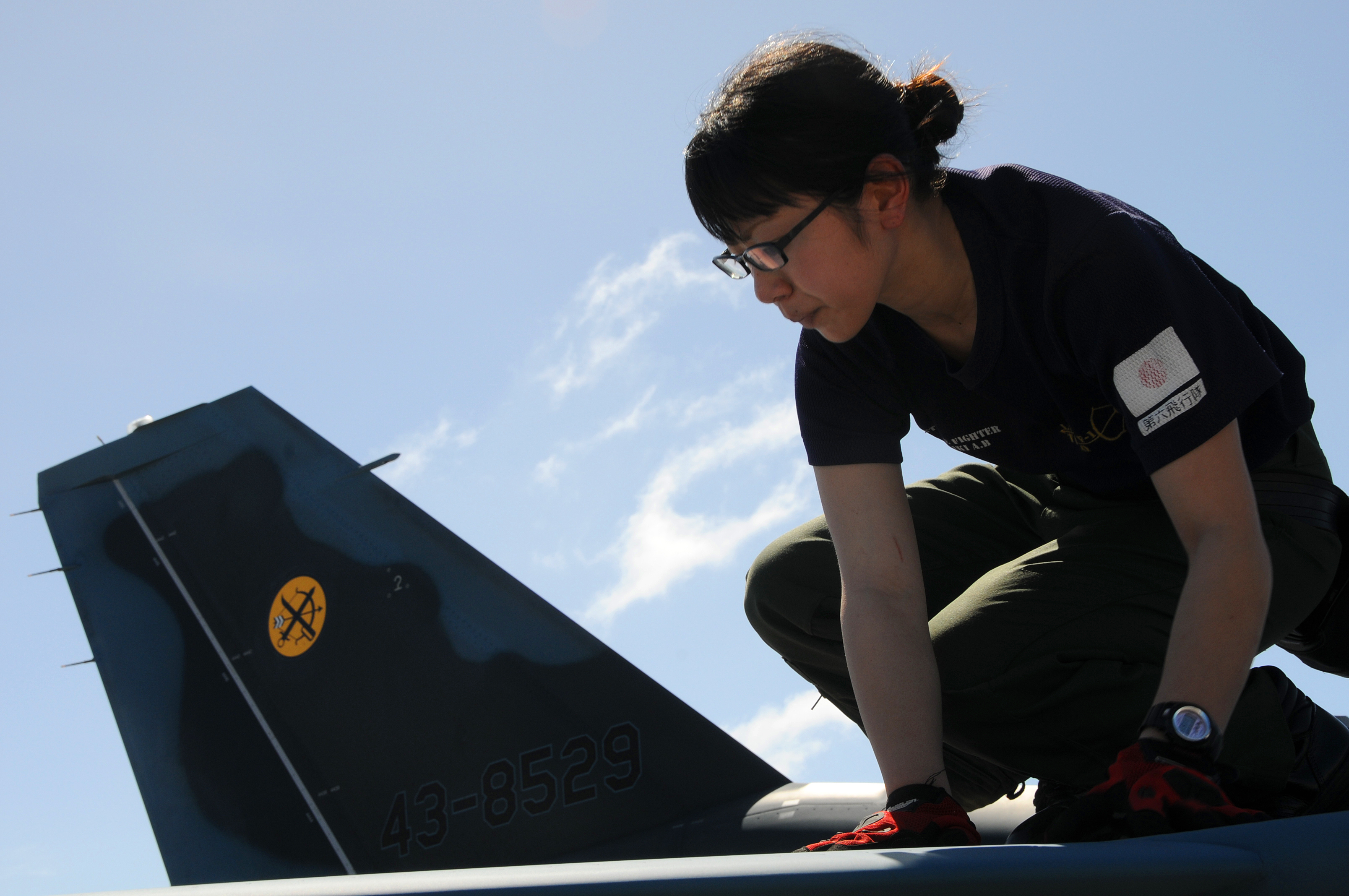
F-2を整備する女性航空自衛官

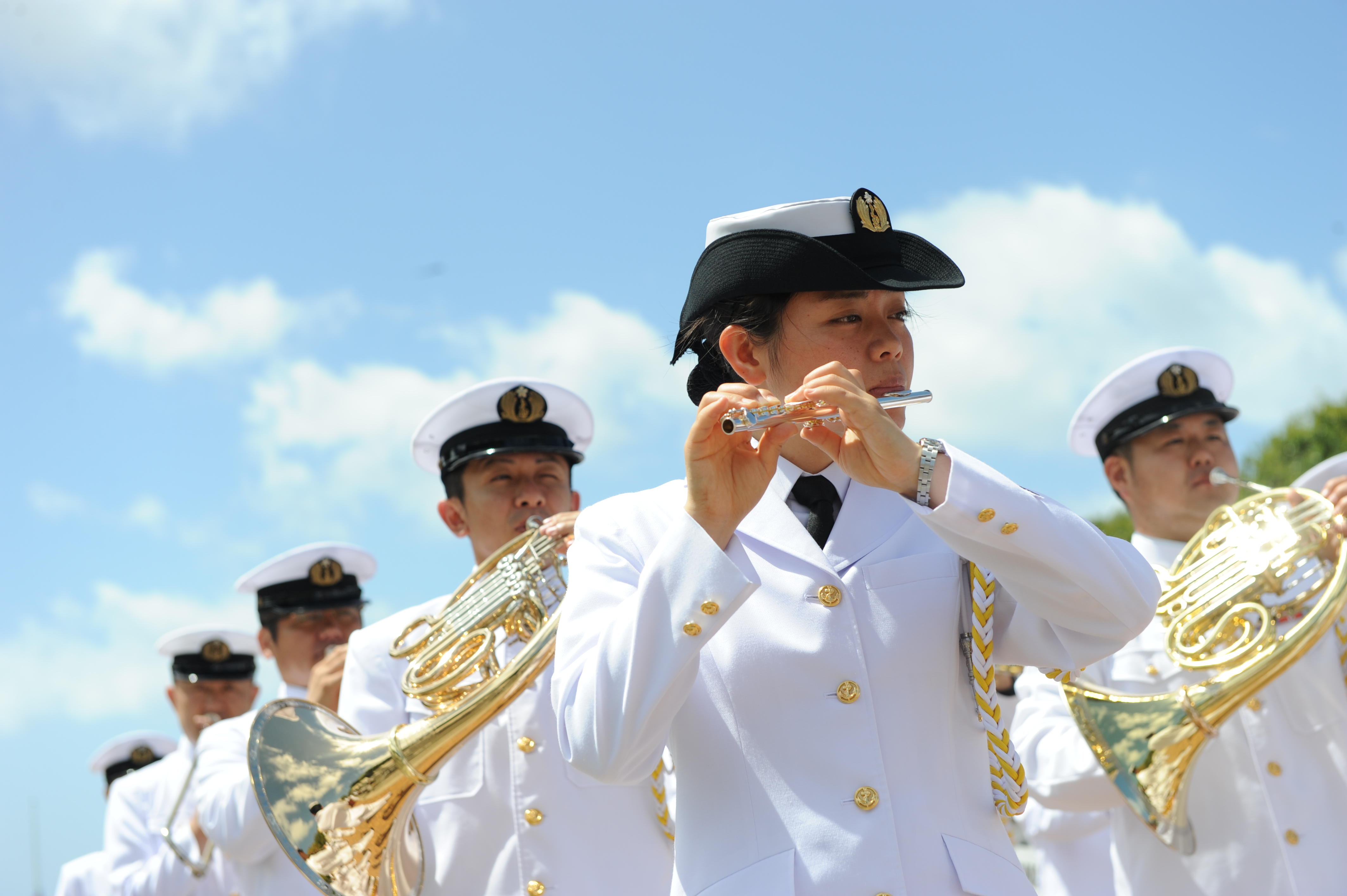
楽器を演奏する女性海上自衛官

2023年3月31日現在、自衛官総数227,843人の男女別内訳は男性207,977人・女性19,866人となっており、男女割合は男性91.3%・女性8.7%である。
女性自衛官(2003年3月以前は「婦人自衛官」)の職種は、1952年の保安隊時代に看護師（当時は看護婦）、1967年に大卒の幹部自衛官（防衛医科大学校医学科〈現〉の女子1期生は1985年入校、防衛大学校の女子1期生は1992年入校）、1968年に曹士自衛官として陸上自衛隊に、会計科、通信科、文書科(和文タイプライターのタイピスト。1980年代に廃止された後、任期満了退職者等以外は戦闘職種以外に転科)で始まった。1974年からは海空にも女性自衛官の採用が始まった。
制服は男性とは異なりスカートが採用された。なお自衛隊初の女性将官である佐伯光の発案により、妊娠中の女性自衛官にはマタニティドレス型の制服が支給される。妊娠すると航空機への搭乗など一部の業務から外されるが、育休後に身体検査等に合格すれば復帰が可能である。
中央観閲式では陸海空から臨時招集された士クラスの女性自衛官（100名程度）が、女性自衛官徒歩部隊を構成する。
防衛省は1993年に「自衛隊の全ての職域を女性自衛官に開放」を宣言している。ただし2012年7月11日の「防衛省男女共同参画推進本部決定」の時点では、「母性の保護」、「近接戦闘の可能性」、「男女間のプライバシー確保」、「経済的効率性」の理由で次の女性自衛官の配置制限が存在していた。陸上自衛隊については普通科中隊、戦車中隊、偵察隊、施設中隊、対戦車ヘリコプター飛行班、化学防護（小）隊、坑道中隊など、海上自衛隊では潜水艦、ミサイル艇、掃海艦（艇）、特別警備隊、航空自衛隊では戦闘機、偵察機への配置が制限されていた。
海上警備隊の発足当初から歌われていた海上自衛隊の行進歌「海をゆく」は、従来は歌い出しが「男と生まれ～ 」であり女性自衛官もそのまま歌っていた。しかし、歌詞が時代に合わなくなったことや本来隊歌として制定された曲ではなかったことにより、海上自衛隊の発足50周年となる2002年に性別が含まれていない公募された歌詞に変更されて正式な隊歌となった。
2002年には長期育児休業中にある自衛官の代替として元自衛官を臨時採用する任期付自衛官を創設した。東ティモールにおけるPKOにおいて女性自衛官が初参加。イラクの人道復興支援にも女性に対しての身体検査などに従事した。
2008年には護衛艦においての勤務が開放された。
2012年3月、大谷三穂が女性初の護衛艦副長に補職。（護衛艦「あさぎり」）
2015年11月13日、防衛省男女共同参画推進本部及び防衛省女性職員活躍・ワークライフバランス推進本部は、航空自衛隊の戦闘機および偵察機への女性自衛官の配置制限を解除することを決定した。これにより、航空自衛隊では女性自衛官に対する職種制限が一切なくなった。アメリカ軍では4軍でパイロットの性別制限を撤廃しており、戦闘機や攻撃ヘリだけでなく、戦闘機の操縦教官、サンダーバーズ（曲技飛行隊）にも女性パイロットが存在する。
2015年11月16日に横須賀港を出港したしらせに女性自衛官が乗艦した。
2016年に陸上自衛隊の攻撃ヘリコプターが開放された。海上自衛隊は潜水艦を除き開放された。
2016年2月、大谷三穂が「やまぎり」艦長に補職。女性初の護衛艦艦長となった。
2016年末時点で、女性自衛官が自衛官全体に占める割合は、6.1%だった。自衛隊創設当初は144人（0.1%）だったが年々増加している。なお、事務官に限ると23.4%が女性となっている。
2017年4月18日、防衛省は早ければ2019年度にも陸上自衛隊普通科中隊、戦車中隊、偵察隊に実際に配置を始める方向で検討。これにより性別制限のある職種は、陸上自衛隊では特殊武器防護隊で放射線を扱う人員と、粉塵が発生する場所で活動する坑道中隊、海上自衛隊では潜水艦乗員のみとなった。女性自衛官の増員策は「女性自衛官活躍推進イニシアチブ」と呼び、共働きなどに対応できるよう育児休業・介護休業の取得強化を掲げる。これに合わせ駐屯地や基地へ託児所を整備するなどハード面での整備が進められた
2017年8月、第15代目となる第6後方支援連隊長に女性陸上自衛官（1等陸佐）が着任。陸上自衛隊初の女性連隊長となった。
2018年8月、航空自衛隊では2015年の制限撤廃を受け、輸送機から戦闘機へ志望コースを変えた松島美紗が戦闘機操縦課程を修了し、日本人女性初の戦闘機パイロットが誕生した。
2018年8月、海上自衛隊では潜水艦への女性配置に備え、短期航海に乗艦させ問題点の確認を行った。
2018年12月、海上自衛隊において潜水艦への制限が解除され、海上自衛隊すべての職域で女性が勤務できるようになった。それまでは「過酷な任務」と「劣悪な居住性」が不可避であるため、最後まで女性自衛官の配置対象外であった。2019年度以降に、潜水艦教育訓練隊に女性用トイレなどの整備を計画している。第1段階として、現場の潜水艦乗員となる女性海上自衛官（いずれも海曹士）5名が2020年10月に潜水艦徽章を授与された。第2段階として、将来の女性潜水艦艦長を育成すべく、竹之内里咲（2等海尉）が2021年5月に幹部自衛官としての潜水艦徽章を授与された。2021年5月の時点で潜水艦に勤務する女性海上自衛官は6名（幹部自衛官1名、海曹士5名）であり、同年11月には第2期となる女性海上自衛官（いずれも海曹士）5名が潜水艦徽章を授与された。
2019年8月1日、戦闘職種である第9特科連隊長および岩手駐屯地司令に女性陸上自衛官（1等陸佐）が着任した。
2019年12月2日、大谷三穂がミサイル護衛艦(イージス艦)「みょうこう」の艦長に補職された。これは女性初となる旗艦級護衛艦の艦長である。
2020年3月、女性陸上自衛官（3等陸曹）1名が、第1空挺団養成課程を修了して女性初の第1空挺団員となった。
2023年現在、採用・任用区分で（男子限定で）女性に開放されていないのは陸上自衛隊の高等工科学校生徒のみである。
2025年7月18日、防衛省は唯一残っていた陸上自衛隊の特殊武器防護隊（化学防護隊）に対する女性隊員の配置制限を解除、これにより全ての職域への配置制限が撤廃された。

### 将官に昇任した女性自衛官

#### 将補（少将に相当）
2024年現在、将官のうち少将に相当する将補に昇任した女性自衛官は、佐伯光（海将補、医官、2001年）、梶田ミチ子（空将補、2007年）、柏原敬子（空将補、2011年）、近藤奈津枝（海将補、2016年）、小野打泰子（空将補、2018年）、横田紀子（陸将補、2023年）、内藤智子（陸将補、医官、2023年）、東良子（海将補、2023年）、辻本由希子（空将補、医官、2023年）、金野浩子（空将補、2024年）、聖徳麻末（空将補、2025年）の11名である（「****年」は将補への昇任年）。

#### 将（中将に相当）
2023年現在、将官のうち中将に相当する将に昇任した女性自衛官は、近藤奈津枝（海将、2023年）の1名である（「****年」は将への昇任年）。

## 勤務上のリスク
防衛出動を命ぜられた職員への手当として、防衛出動基本手当と防衛出動特別勤務手当を支給することが定められているが、その額面は定められていない。戦場に行く場合、民間保険は戦時補償の適用外なので有事対応には保険金が支払われない。賞恤金は死亡時には支払われるが怪我をして障害が残った自衛官にはほとんど支払われない。国防で戦って負傷した自衛官に対して、保障されるのは生活保護と障害者加算のみである。PKF(国連平和維持軍)への参加や特に駆け付け警護など危険なミッションが出されても、隊員たちが掛けている一般の生命保険は紛争地帯での死亡、事故などに対しては免責となっている。PKF派遣時に隊員は特別な死亡保険が出る「PKO保険(商品名)」に入ったほうがいいと勧められるが、政府が隊員のために保険料を支払うのではなく、隊員個人が自腹で保険に入る。PKO保険は最低の1000万円保障で年間4万円弱の負担。最高額1億円の保険は月々15,610円、年間187,320円の保険料負担が自衛官本人にかかる。
現代用語の基礎知識2016年編集後記では、海外で活動中の自衛官が誤って現地住民を死傷させた場合、現在の段階では、刑法の域外適用以外に日本の側の国内法整備は行われていないため、今後の課題であるとしている。
2017年8月8日公表された平成29年版防衛白書のコラム「自衛隊員のリスクについて」は、駆け付け警護・宿営地の共同防衛といった新任務に伴う新たなリスク発生の可能性を認めた上で「現に戦闘が行われている現場」では活動を休止することや事前の情報収集などによりリスクを「極小化、局限化」していると強調している。
伊勢崎賢治は、「自衛隊が防衛出動で誤って民間人を殺傷した場合に、それを裁く法律が無いし、裁く法廷も無い。刑法35条の正当防衛に該当するから罪にならない主張もあるが根拠が無い。尖閣諸島で中国の漁船や民間人に弾が当たれば中国は戦争犯罪と主張して外交問題化するし、陸上自衛隊の海外拠点のジブチでイスラム国（ISIL）が攻撃した場合もジブチ国民に防戦の弾が当たれば問題化する。国際社会で名誉ある地位を占めるためにも事故が起きる前に国内法の整備を急ぐべき」と述べている。